# 昆明合耳菊
昆明合耳菊（学名：Synotis cavaleriei）是菊科合耳菊属的植物，为中国的特有植物。分布于中国大陆的四川、云南、贵州等地，生长于海拔1,700米至3,000米的地区，常生长在溪边、山坡多岩石处和瀑布边潮湿处，目前尚未由人工引种栽培。

## 别名
昆明千里光